# Tinks Pottinger
Judith Anne „Tinks“ Pottinger (* 26. April 1956 in Waipawa als Judith Anne White) ist eine ehemalige neuseeländische Vielseitigkeitsreiterin.

## Biografie
Tinks Pottinger gewann bei den Olympischen Sommerspielen 1988 in Seoul auf ihrem Pferd Volunteer zusammen mit Andrew Bennie, Margaret Knighton und Mark Todd die Bronzemedaille im Mannschaftswettkampf des Vielseitigkeitsreitens. Im Einzelwettkampf wurde sie Fünfte. Bis Ende der 1990er Jahre war Pottinger als Vielseitigkeitsreiterin aktiv.
Ihre Mutter Helen „Tiny“ White (geb. Groome) war ebenfalls Reiterin und Richterin für Dressur- und Vielseitigkeitsprüfungen bei der Fédération Équestre Internationale. Sie heiratete 1983 Andy Pottinger, mit dem sie zwei Kinder hat. Ihre Tochter Amanda wurde Neuseeländische Meisterin im Vielseitigkeitsreiten und 2018 Zweite beim Australian International Three Day Event.